# Helenactyna vicina
Espèce
Helenactyna vicina est une espèce d'araignées aranéomorphes de la famille des Dictynidae.

## Distribution
Cette espèce est endémique de l'île de Sainte-Hélène.

## Publication originale
- Benoit, 1977 : Araignées cribellates. La faune terrestre de l'île de Sainte-Hélène IV. Annales du Musée Royal de l'Afrique Centrale, Tervuren, Belgique Série in Octavo, Sciences Zoologiques, vol. 220, p. 22-30.